# 演化生物学
演化生物学（英語：evolutionary biology）是生物学的一个分支，其关注的是所产生地球上生命多样性的演化的研究。研究演化生物学的人被称为一个演化生物学家。演化生物学家研究物种的起源和新物种的起源。

## 历史
在達爾文提出演化論前，西方社會普遍都接受創造論，相信上帝創造世界、並一次就創造出所有的生物，同時上帝也賦予每種生物各自的角色，而每個物種的設計都非常完美。
在達爾文的時代，有些研究自然歷史的人開始質疑物種並非永恆不變的。法國生物學家拉馬克在1809年發表了《動物哲學》一書，系統地闡述了他的進化理論，即通常所稱的拉馬克學說。書中提出了用進廢退與獲得性遺傳兩個法則，並認為這既是生物產生變異的原因，又是適應環境的過程。但长久以来沒有科學證據可以證明「用進廢退」和「獲得性特徵可遺傳」的假說，然而近来有研究表明，过往的生存经历会一定程度上改变修饰遗传基因，从而影响后代的神经系统。
1831年12月達爾文參加了海軍艦艇小獵犬號前往南美洲從事自然調查研究工作，「天擇」的概念逐漸在達爾文五年的考察過程中形成。在他的航行中，達爾文觀察和收集了大量的生物，在南美沿岸和鄰近的加拉帕戈斯群島的各種形式的生命使達爾文非常感興趣。在1836年回到英國後，達爾文慢慢將他的看法寫成文章，然而沒有發表，原因之一就是擔心引起教會勢力的強烈反彈。1858年，達爾文接到在馬來群島調查的博物學者華萊士有關物種形成的文章；華萊士對於物種形成的看法與他有很多相似之處，增加了達爾文對其學說的信心。於是兩人在1858年的倫敦林奈學會中，以兩人共同署名的方式，發表有關物種形成的看法。接著達爾文在1859年發表了《物種起源》。
達爾文的天擇演化論後和突變論發生對立，有一段時間未受重視。至到1930年－1940年，现代综合演化论出现后，演化生物学正式成为一个独立的学科。然而直到1970年－1980年才有大量的大学把演化生物学正式作为一个系。在美国，由于分子生物学与细胞生物学的快速发展，很多大学把原有的生物系拆分或合并为分子与细胞-类型的生物系与生态与演化-类型的生物系。
早期的演化生物學主要依賴形態，包括比較解剖學、胚胎學、分類學等方式。生態學透過觀察比較不用性狀的適應度，也是重要的研究方法。古生物学的学科分支也经常出现在地球科学、地质学系。
在1900年代再次發現孟德爾的研究後，遺傳學成為演化生物學的核心工具之一。包括托馬斯·亨特·摩爾根遺傳學實驗來研究演化，並讓果蠅成為重要的模式生物。後續在現代演化綜論中，族群遺傳學等數學工具發展，讓演化成為可以量化的學門。
在演化生物学发展之初，由于微生物缺乏显著的外形特征和明确的物种概念，微生物学并没有被包括在演化生物学的范畴。然而，随着微生物生理学和微生物基因组学快速发展，和微生物本身具有繁殖周期短的特性，演化生物学家们开始大量地利用微生物来研究演化。同样的原因也驱使了病毒演化生物学的进步，特别是噬菌体。
分子生物學和電腦技術成熟後，複雜的分子演化、序列比對、族群遺傳模型和演化樹計算讓演化生物學飛快進步。

## 学科分支
演化生物学是生物学的一个基本学科，并且与其它的生物学科均有交集。有些在组织层面（比如，细胞生物学、群体生物学），有些在分类学层面（比如，动物学、鸟类学、爬虫学），还有以研究角度分类的交集（例如，野生生物学、理论生物学、实验演化生物学、古生物学）。通常这些交集会在某些特定的领域结合，比如演化生态学、演化发育生物学、演化神經生物学。

## 当今研究热点
由于演化生物学在生物学领域的核心地位，现在的演化生物学覆盖了生物学的众多领域。现代演化生物学综合了多个学科的思想，比如分子遗传学甚至计算机科学。
现代演化生物学试图解释一些不能被综合演化论解释的现象。这些现象包括：物种形成、有性生殖的演化、合作行为的演化、衰老的演化和演化能力。

### 演化的速率
生物學上的驟變（saltation）是指生物相鄰的兩個世代之間，具有顯著差異。驟變說（saltationism）則認為生物的變異，是「非偶然」且「非漸進」的，甚至只需要一個步驟便能形成新物種。這種觀念與後來的新達爾文主義相違背，在目前是屬於非主流的演化思想。
史蒂芬·古爾德與艾崔奇提出的疾變平衡，經常受人誤解為一種驟變理論。雖然這個理論認為，物種形成的速度可能比原來所設想的更不平均，可能在某些時期相對更快，但是這是以地質時間而言，也就是仍然需要數十萬年（而不是動輒百萬年以上）。因此並不屬於驟變說。

### 種化
新物種如何產生是一個重要的問題。主要的研究方式包括找尋造成生殖隔離的基因、擇偶偏好的演化如何造成生殖隔離、以及雜交後代適應力的研究。

### 中性理論
中性理論全稱為分子演化的中性理論。是日本遺傳學家木村資生所提出。這個理論認為在分子遺傳學的層次上，基因的變化大多數是中性突變。由於中性突變對生物個體既沒有好處也沒有壞處，因此並不受自然選擇影響。現今的演化生物學家認為，自然選擇理論與中性理論是能夠並立且互補。

### 非基因遺傳
拉馬克的用進廢退說雖然被德國的科學家魏斯曼的實驗否證，但近年來有新的證據顯示有些表觀遺傳學特徵可以不透過基因遺傳，也就是說有些後天獲得的性狀可以遺傳給下一代。除此之外，包括雙重遺傳理論、文化演化和棲位建構等理論也認為會遺傳並發生演化的並不是只有基因。

## 重要的演化生物学家
有很多生物学家对演化生物学的发展做出了贡献。而直到群体遗传学和现代演化综论的发展建立以后，演化生物学才成为一门专门的学科。费奥多西·多布然斯基和E·B·福特对建立起了演化生物学的实证研究模式起了主要作用。恩斯特·瓦尔特·迈尔、喬治·蓋洛德·辛普森和G·L·斯特宾斯也分别是系统分类学，古生物学和植物学领域的综合演化论的重要奠基者。James Crow，Richard Lewontin，Dan Hartl，Marcus Feldman和Brian Charlesworth培养了大量的演化生物学家。

## 期刊
很多科学期刊专门发表演化生物学领域的研究成果，包括Evolution，Journal of Evolutionary Biology和BMC Evolutionary Biology。一些期刊收录演化生物学子领域的研究论文，比如Systematic Biology, Molecular Biology and Evolution，还有它们的姐妹期刊Genome Biology and Evolution，和Cladistics。
另有一些期刊收录演化生物学与其他学科交叉的研究论文，比如Molecular Ecology，Proceedings of the Royal Society of London Series B，The American Naturalist和Theoretical Population Biology。评论期刊Trends in Ecology and Evolution 和 Annual Review of Ecology, Evolution, and Systematics在与生态学的重叠上表现突出。Genetics和PLoS Genetics上的演化生物学论文则侧重于分子遗传学。